# Chaetodon daedalma
Chaetodon daedalma е вид бодлоперка от семейство Chaetodontidae. Видът не е застрашен от изчезване.

## Разпространение и местообитание
Разпространен е в Япония.
Обитава крайбрежията на океани, морета и рифове.

## Описание
На дължина достигат до 15 cm.
Популацията на вида е стабилна.